# Schizostachyum gracile
Schizostachyum gracile är en gräsart som först beskrevs av William Munro, och fick sitt nu gällande namn av Richard Eric Holttum. Schizostachyum gracile ingår i släktet Schizostachyum och familjen gräs. Inga underarter finns listade i Catalogue of Life.